# Большие Краснова
Большие Краснова — деревня в Белозерском районе Вологодской области.
Входит в состав Глушковского сельского поселения, с точки зрения административно-территориального деления — в Глушковский сельсовет.
Расстояние по автодороге до районного центра Белозерска составляет 14 км, до центра муниципального образования деревни Глушково — 7 км. Ближайшие населённые пункты — Малые Краснова, Никиткино, Тимонино.
Население по данным переписи 2002 года — 3 человека.